# Tjerni vrăch (bergstopp)
Tjerni vrăch (bulgariska: Черни връх, turkiska: Karatepe) är en bergstopp i Bulgarien. Den ligger i regionen Sofija-grad, i den västra delen av landet, 15 km söder om huvudstaden Sofia. Toppen på Tjerni vrăch är 2 270 meter över havet.